# 야마니시 다카히로
야마니시 다카히로(일본어: 山西 尊裕, 1976년 4월 2일 ~ )는 일본의 전 축구 선수이다.

## 구단 경력
과거 주빌로 이와타, 시미즈 에스펄스에서 활동하였다.

## 국가대표팀 경력
그는 1995년 FIFA 세계 청소년 축구 선수권 대회에 참가할 일본 U-20 국가대표팀에 발탁되었으며, 3경기에 출전했다.